# 提希區
36°40′03″N 5°09′35″E / 36.66750°N 5.15972°E

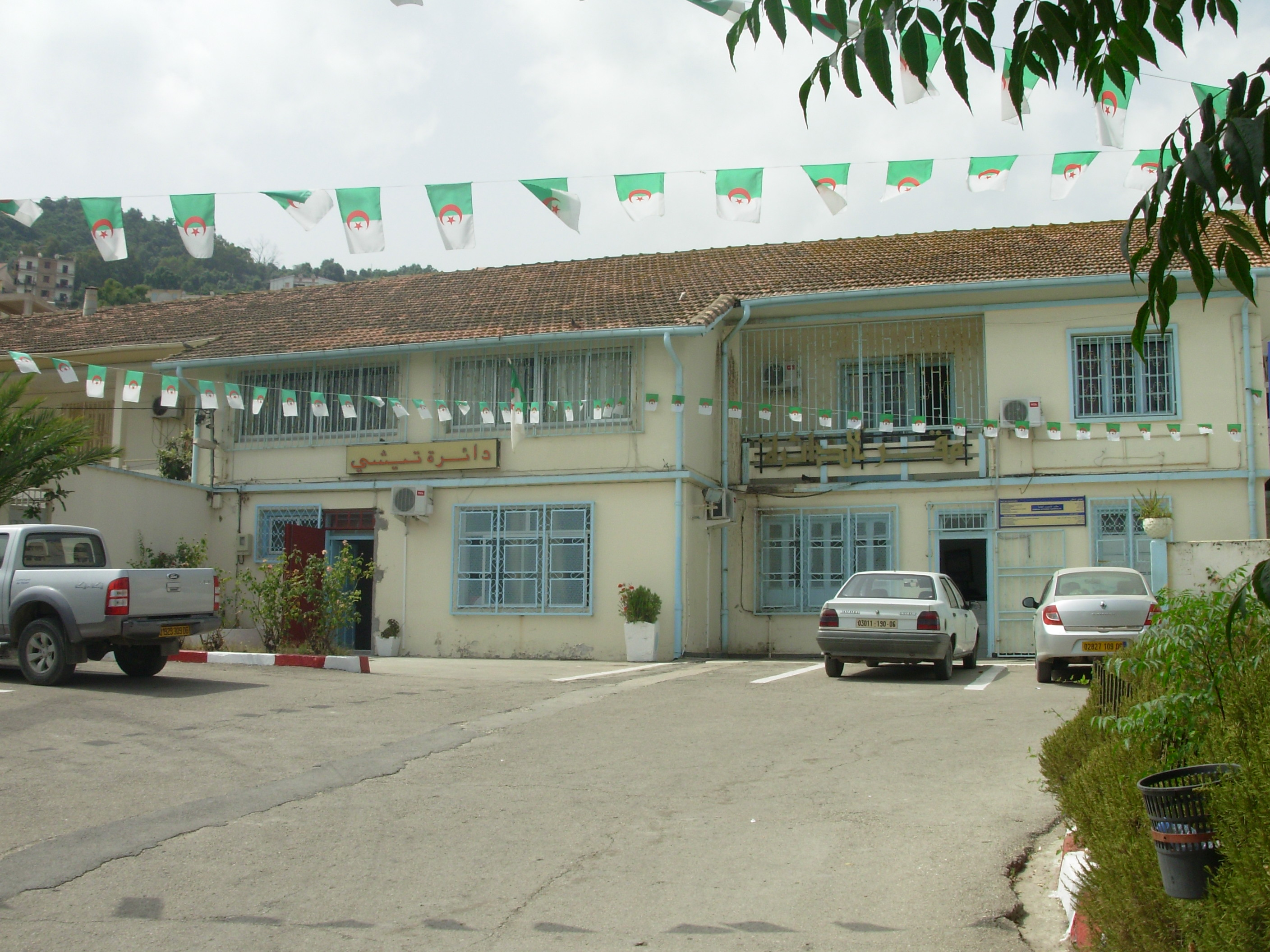

提希區（阿拉伯语：‎），是阿爾及利亞的行政區，位於該國北部，由貝賈亞省負責管轄，首府設於提希，面積213平方公里，2008年人口36,987，人口密度每平方公里173人。